# Timbangsari
Timbangsari is een bestuurslaag in het regentschap Pekalongan van de provincie Midden-Java, Indonesië. Timbangsari telt 580 inwoners (volkstelling 2010).